# ヅーベット山

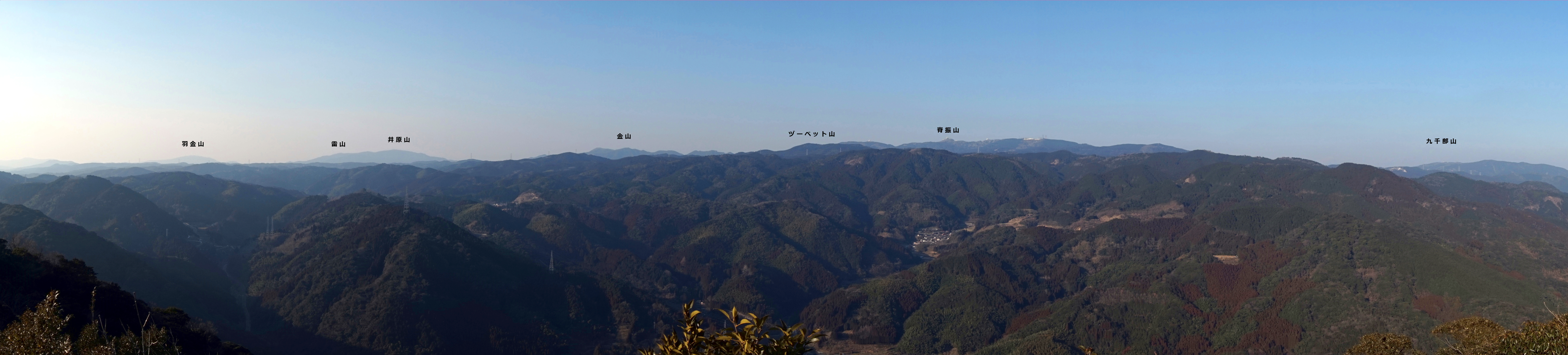
ヅーベット山と周辺の山々、南方の土器山から

ヅーベット山（ヅーベットやま、ヅーベットさん）は、佐賀県神埼市脊振町にある標高729.4 mの山。カタカナ表記の変わった山名として取り上げられることがある。
脊振山地の南、城原川支流の川に沿う谷や小盆地と高原状の山々からなる脊振町（旧脊振村）に位置する。一帯は花崗岩を基盤とする地質。周辺には山頂の高さが同程度の仏ノ辻山 (576 m)、頭野山 (576 m)、苔谷山 (518 m)などがある。
「ヅーベット山」という山名は、『神埼郡村誌』（1881年（明治14年））などに見える「胴別当山」が転訛したものと考えられている。
志津田藤四郎・著の『佐賀の方言』においても、佐賀弁では「胴体」を「ヅーチャー」と読むなどドーをヅーと発音することが多いと解説し、ヅーベット山も例に挙げている。
「別当」は僧職を司る役職やその居所を指す語だが山名の成立に関係しているかは不明で、胴が付く「胴別当」の意味も謎となっている。
山の南の白木（しらき）地区には他にも「イワンカクラ」「カンサコ」というカタカナ地名が伝わっている。
『神埼郡村誌』では服巻の項に「胴別当山 蝦蟆石（ワクドシ）山,札ノ辻山,猫岳ヲ合称ス」と記載されており、服巻村の北東の広滝山村との境にあること、官林が所在し少し湧水があることが説明されている。
また明治前期の『神埼郡図』には「道別当山」の表記もある。
「ヅーベット」のよみがなは「づーべっと」と表記することもあるが、『新日本地名索引』は現代仮名遣いの発音に準拠して「ずうべっと」と表記している。